# Aloe flexilifolia
Aloe flexilifolia ist eine Pflanzenart der Gattung der Aloen in der Unterfamilie der Affodillgewächse (Asphodeloideae). Das Artepitheton flexilifolia leitet sich von den lateinischen Worten flexilis für ‚flexibel‘ sowie -folius für ‚beblättert‘ ab und wurde auf Grund des Erscheinungsbildes des Typusexemplares gewählt.

## Beschreibung

### Vegetative Merkmale
Aloe flexilifolia wächst stammbildend, verzweigt reich aus der Basis heraus und bildet Gruppen mit Durchmessern von bis zu 2 Metern. Auf tiefgründigen Böden sind sie Stämme aufrecht oder aufsteigend, bis zu einem Meter lang und 6 bis 7 Zentimeter breit. Auf flachgründigen Böden und an überhängenden Felsflächen sind sie kriechend und hängend, bis zu 2 Meter lang und 5 Zentimeter breit. Die schwertförmig spitz zulaufenden Laubblätter bilden Rosetten und sind auf 30 Zentimeter unterhalb der Stammspitze ausdauernd. An hängenden Trieben sind sie mit der Zeit zurückgeschlagen und sichelförmig abgebogen. Ihre glauk-grüne, bläulich überhauchte Blattspreite ist 50 Zentimeter lang und 6 bis 7 Zentimeter breit. Die bräunlichen Zähne am schmalen, knorpeligen, hellen Blattrand sind 1 bis 2 Millimeter lang und stehen 10 bis 20 Millimeter voneinander entfernt. Der Blattsaft ist trocken bräunlich.

### Blütenstände und Blüten
Der oft etwas schiefe oder basal abwärts gebogene Blütenstand besteht aus sechs bis acht Zweigen und ist 50 bis 65 Zentimeter lang. Die aufrechten, ziemlich dichten, zylindrischen Trauben sind 12 Zentimeter lang und 7 bis 8 Zentimeter breit. Die eiförmig-deltoiden Brakteen weisen eine Länge von 5 bis 6 Millimeter auf und sind 3 Millimeter breit. Die scharlachroten bis bräunlich roten, an ihrer Mündung helleren Blüten stehen an 12 bis 14 Millimeter langen Blütenstielen. Die Blüten sind 33 bis 35 Millimeter lang und an ihrer Basis gerundet. Auf Höhe des Fruchtknotens weisen sie einen Durchmesser von 9 Millimeter auf. Darüber sind sie leicht verengt und anschließend zu ihrer Mündung hin leicht erweitert. Ihre äußeren  Perigonblätter sind auf einer Länge von bis zu 10 Millimetern nicht miteinander verwachsen. Die Staubblätter und der Griffel ragen 2 bis 4 Millimeter aus der Blüte heraus.

## Systematik, Verbreitung und Gefährdung
Aloe flexilifolia ist in Tansania auf felsigen Hängen und Klippenflächen in Höhenlagen von 1000 bis 1220 Metern verbreitet.
Die Erstbeschreibung durch Hugh Basil Christian wurde 1942 veröffentlicht.
Aloe flexilifolia wird in der Roten Liste gefährdeter Arten der IUCN als „Critically Endangered (CR)“, d. h. vom Aussterben bedroht eingestuft.

## Nachweise